# Cruztón, San Juan Cancuc
Cruztón är en ort i Mexiko.   Den ligger i kommunen San Juan Cancuc och delstaten Chiapas, i den sydöstra delen av landet, 800 km öster om huvudstaden Mexico City. Cruztón ligger 1 389 meter över havet och antalet invånare är 868.
Terrängen runt Cruztón är bergig åt nordost, men åt sydväst är den kuperad. Runt Cruztón är det ganska tätbefolkat, med 75 invånare per kvadratkilometer. I omgivningarna runt Cruztón växer i huvudsak städsegrön lövskog.